# Rio Cancuén
Rio Cancuén é um rio centro-americano da Guatemala.